# Michael "Jag" Jagmin
Michael "Jag" Jagmin (Dallas, 12 de mayo de 1985) es un músico estadounidense, que destaca por ser el vocalista de la banda de post-hardcore A Skylit Drive y el exvocalista de la banda de hardcore punk Odd Project es bien conocido por la calidad de su voz peculiar y posee un amplio rango vocal que abarca más de tres octavas.

## Carrera musical

### Odd Project (2006-2007)
En el año 2006, Jagmin entró como vocalista a la banda de hardcore punk Odd Project, en la historia de Odd Project, Jag fue el tercer vocalista. Jag cantó en el segundo álbum de la banda, Lovers, Fighters, Sinners, Saints. Jag dejó la banda a finales de 2007, para entrar como nuevo vocalista a la banda de post hardcore A Skylit Drive.

### A Skylit Drive (2007–presente)
Jagmin se unió a la banda A Skylit Drive para ser el vocalista principal, en reemplazo de Jordan Blake, a finales del 2007.
Wires...and the Concept of Breathing fue el estreno de Jagmin, en mayo de 2008, seguido de Adelphia, en junio de 2009, también a finales del 2009 participó en el DVD Let Go of the Wires.
Actualmente, con ASD lanzó su tercer álbum de estudio, Identity on Fire, el 15 de febrero.

### Of An Era (2008-presente)
En el año 2008, Jag se decidió lanzar como solista, en Of An Era, su proyecto solo ha lanzado una canción, You Will Not Stay, la que se puede bajar gratis desde PureVolume.
En el año 2012 grabó una canción con el productor musical y cantante Etienne sin llamada honey is sweet but the bee stings. La cual se puede descargar gratuitamente. En el año 2013 lanza otra canción con Etienne Sin llamada "Del Kings"

## Discografía
Odd Project
- Lovers, Fighters, Sinners, Saints (Indianola Records, 2007)

A Skylit Drive
- Wires...and the Concept of Breathing (Tragic Hero Records, 2008)

- Adelphia (Fearless Records, 2009)

- Identity On Fire (Fearless Records/Hassle Records, 2011)

## Videografía
A Skylit Drive
- Wires and the Concept of Breathing
- This Isn't the End
- Knights of the Round
- All It Takes for Your Dreams to Come True
- I'm Not a Thief, I'm a Treasure Hunter
- Those Cannons Could Sink a Ship
- Too Little Too Late
- The Cali Buds